# 因弗諾峰
72°7′S 165°59′E / 72.117°S 165.983°E
因弗諾峰（英語：Inferno Peak），是南極洲的山峰，位於維多利亞地的博克格雷溫克海岸，處於勒庫特峰以北5公里，屬於米倫山脈的一部分，由新西蘭探險隊命名，現時由南極條約體系管理。